# Nazionale maschile under 20 di calcio del Brasile
La Nazionale di calcio del Brasile Under-20 è la principale risorsa per giovani calciatori della Federcalcio brasiliana (CBF) e per la Nazionale A.
Nella sua storia ha conquistato 5 Mondiali Under-20 e 11 campionati sudamericani di categoria (record).

## Partecipazioni e piazzamenti a competizioni internazionali

### Mondiali Under-20
| Anno   | Piazzamento      | G               | V               | N*              | P               | GF              | GS              |
| ------ | ---------------- | --------------- | --------------- | --------------- | --------------- | --------------- | --------------- |
| 1977   | Terzo posto      | 5               | 3               | 2               | 0               | 13              | 3               |
| 1979   | Non qualificato  | Non qualificato | Non qualificato | Non qualificato | Non qualificato | Non qualificato | Non qualificato |
| 1981   | Quarti di finale | 4               | 2               | 1               | 1               | 7               | 4               |
| 1983   | Campione         | 6               | 5               | 1               | 0               | 13              | 5               |
| 1985   | Campione         | 6               | 6               | 0               | 0               | 14              | 1               |
| 1987   | Quarti di finale | 4               | 2               | 0               | 2               | 6               | 3               |
| 1989   | Terzo posto      | 6               | 5               | 0               | 1               | 13              | 2               |
| 1991   | Secondo posto    | 6               | 4               | 2               | 0               | 14              | 4               |
| 1993   | Campione         | 6               | 5               | 1               | 0               | 11              | 2               |
| 1995   | Secondo posto    | 6               | 4               | 1               | 1               | 11              | 3               |
| 1997   | Quarti di finale | 5               | 4               | 0               | 1               | 25              | 5               |
| 1999   | Quarti di finale | 5               | 3               | 0               | 2               | 13              | 5               |
| 2001   | Quarti di finale | 5               | 4               | 0               | 1               | 15              | 3               |
| 2003   | Campione         | 7               | 5               | 1               | 1               | 14              | 6               |
| 2005   | Terzo posto      | 7               | 5               | 1               | 1               | 9               | 4               |
| 2007   | Ottavi di finale | 4               | 1               | 0               | 3               | 6               | 9               |
| 2009   | Secondo posto    | 7               | 5               | 2               | 0               | 14              | 3               |
| 2011   | Campione         | 7               | 5               | 2               | 0               | 18              | 5               |
| 2013   | Non qualificato  | Non qualificato | Non qualificato | Non qualificato | Non qualificato | Non qualificato | Non qualificato |
| 2015   | Secondo posto    | 7               | 4               | 2               | 1               | 15              | 5               |
| 2017   | Non qualificato  | Non qualificato | Non qualificato | Non qualificato | Non qualificato | Non qualificato | Non qualificato |
| 2019   | Non qualificato  | Non qualificato | Non qualificato | Non qualificato | Non qualificato | Non qualificato | Non qualificato |
| 2023   | Quarti di finale | 5               | 3               | 0               | 2               | 16              | 6               |
| Totale | 19/23            | 108             | 75              | 16              | 17              | 247             | 78              |

### Campionato sudamericano Under-20
| Anno   | Piazzamento      | G                | V                | N*               | P                | GF               | GS               |
| ------ | ---------------- | ---------------- | ---------------- | ---------------- | ---------------- | ---------------- | ---------------- |
| 1954   | Secondo posto    | 6                | 4                | 2                | 0                | 14               | 4                |
| 1958   | Terzo posto      | 5                | 2                | 2                | 1                | 10               | 6                |
| 1964   | Non partecipante | Non partecipante | Non partecipante | Non partecipante | Non partecipante | Non partecipante | Non partecipante |
| 1967   | Terzo posto      | 5                | 3                | 0                | 2                | 7                | 4                |
| 1971   | Fase a gironi    | 4                | 2                | 0                | 2                | 7                | 3                |
| 1974   | Campione         | 6                | 5                | 1                | 0                | 18               | 3                |
| 1975   | Fase a gironi    | 5                | 1                | 0                | 4                | 6                | 7                |
| 1977   | Secondo posto    | 6                | 5                | 1                | 0                | 13               | 2                |
| 1979   | Quarto posto     | 7                | 2                | 1                | 4                | 5                | 7                |
| 1981   | Secondo posto    | 6                | 3                | 2                | 1                | 13               | 5                |
| 1983   | Campione         | 7                | 6                | 1                | 0                | 16               | 3                |
| 1985   | Campione         | 7                | 6                | 1                | 0                | 11               | 3                |
| 1987   | Secondo posto    | 6                | 3                | 2                | 1                | 11               | 4                |
| 1988   | Campione         | 7                | 5                | 2                | 0                | 14               | 2                |
| 1991   | Campione         | 7                | 4                | 3                | 0                | 15               | 5                |
| 1992   | Campione         | 6                | 5                | 1                | 0                | 7                | 0                |
| 1995   | Campione         | 6                | 5                | 0                | 1                | 17               | 4                |
| 1997   | Secondo posto    | 9                | 6                | 2                | 1                | 26               | 10               |
| 1999   | Terzo posto      | 9                | 4                | 3                | 2                | 22               | 10               |
| 2001   | Campione         | 9                | 6                | 2                | 1                | 21               | 6                |
| 2003   | Secondo posto    | 9                | 7                | 1                | 1                | 23               | 5                |
| 2005   | Secondo posto    | 9                | 5                | 2                | 2                | 18               | 9                |
| 2007   | Campione         | 9                | 6                | 3                | 0                | 20               | 9                |
| 2009   | Campione         | 9                | 6                | 1                | 2                | 17               | 9                |
| 2011   | Campione         | 9                | 7                | 1                | 1                | 24               | 7                |
| 2013   | Fase a gironi    | 4                | 1                | 1                | 2                | 4                | 6                |
| 2015   | Quarto posto     | 9                | 5                | 1                | 3                | 13               | 9                |
| 2017   | Quinto posto     | 9                | 3                | 4                | 2                | 10               | 9                |
| 2019   | Quinto posto     | 9                | 3                | 3                | 3                | 6                | 7                |
| 2023   | Campione         | 9                | 7                | 2                | 0                | 19               | 4                |
| 2025   | Campione         | 9                | 6                | 1                | 2                | 14               | 12               |
| Totale | 30/31            | 217              | 133              | 46               | 38               | 421              | 174              |

* I pareggi includono anche le partite concluse ai calci di rigore

## Tutte le rose

### Campionato mondiale di calcio Under-20
Campionato del mondo Under-20 19771 João Roberto, 2 Edevaldo, 3 Juninho Fonseca, 4 Jorge Luís, 5 Heraldo, 6 Valdemir, 7 Tião, 8 Cléber, 9 Paulinho, 10 Guina, 11 Baroninho, 12 Birigui, 13 Gritti, 14 Paulo Roberto, 15 Zito, 16 Júnior Brasília, 17 Nardela, 18 Baltazar, CT: Evaristo
Campionato del mondo Under-20 19811 Pereira, 2 Luiz Antônio, 3 Mauro Galvão, 4 Paulo Roberto, 5 Júlio César, 6 Nelsinho, 7 Cacau, 8 Josimar, 9 Marcelo, 10 Leomir, 11 Djalma Bahia, 12 Martinelli, 13 Partala, 14 Paulo César, 15 Geovani, 16 Ronaldo Marques, 17 Fernando Verdum, 18 Brigatti, CT: Vavá
Campionato del mondo Under-20 19831 Hugo, 2 Boni, 3 Aloísio, 4 Heitor, 5 Coelho, 6 Adalberto, 7 Mauricinho, 8 Geovani, 9 Marinho Rã, 10 Bebeto, 11 Paulinho Carioca, 12 Brigatti, 13 Jorginho, 14 Guto, 15 Angeli, 16 Dunga, 17 Gilmar Popoca, 18 Sidney, CT: Jair Pereira
Campionato del mondo Under-20 19851 Taffarel, 2 Luciano, 3 Luís Carlos, 4 Henrique, 5 João Antonio, 6 Dida, 7 Silas, 8 Tosin, 9 Gérson, 10 Müller, 11 Antônio Carlos, 12 Chico, 13 Polaco, 14 Stinico, 15 Marçal, 16 Izael, 17 Benju, 18 Balalo, CT: Gílson Nunes
Campionato del mondo Under-20 19871 Ronaldo, 2 César Sampaio, 3 Sandro, 4 André Cruz, 5 Anderson, 6 Wanderley, 7 Alcindo, 8 Dacroce, 9 Edílson, 10 Bismarck, 11 William, 12 Palmieri, 13 Maurício, 14 Célio Silva, 15 Júnior, 16 Paulinho Andreolli, 17 Zé Ricardo, 18 Zé Maria, CT: Gílson Nunes
Campionato del mondo Under-20 19891 Carlos Germano, 2 Cássio, 3 Sandro, 4 Leonardo, 5 Rogério, 6 Moacir, 7 Bismarck, 8 Marcelo Henrique, 9 Marcelinho Carioca, 10 Sérgio Gil, 11 Sonny Anderson, 12 Marcelo, 13 Édson, 14 Ari Bazão, 15 Souza, 16 França, 17 Gustavo, 18 Assis, CT: Simões
Campionato del mondo Under-20 19911 Roger, 2 Zelão, 3 Emerson Castro, 4 Andrei, 5 Marquinhos, 6 Roberto Carlos, 7 Paulo Nunes, 8 Djair, 9 Élber, 10 Luiz Fernando, 11 Sérgio Manoel, 12 Émerson, 13 Ânderson Lima, 14 Serginho Fraldinha, 15 Rodrigão, 16 Sandro, 17 Ramon, 18 Serginho, CT: Ernesto Paulo
Campionato del mondo Under-20 19931 Dida, 2 Bruno Carvalho, 3 Gélson Baresi, 4 Juarez, 5 Marcelinho Paulista, 6 Wágner, 7 Catê, 8 Pereira, 9 Gian, 10 Adriano, 11 Yan, 12 Fábio Noronha, 13 André Luís, 14 Argel, 15 Hermes, 16 Caíco, 17 Roberto, 18 Jardel, CT: Júlio César Leal
Campionato del mondo Under-20 19951 Fábio Noronha, 2 Dedimar, 3 Fabiano, 4 Marcelo Miguel, 5 Zé Elias, 6 Leonardo Inácio, 7 Reinaldo, 8 Élder, 9 Caio, 10 Claudinho, 11 Gláucio, 12 Nílson, 13 César, 14 Alcir, 15 Sérgio Vinícius, 16 Murilo, 17 Luizão, 18 Denílson, CT: Júlio César Leal
Campionato del mondo Under-20 19971 Marcelo, 2 Paulo César, 3 Jean, 4 Álvaro, 5 Sidney, 6 Athirson, 7 Fabiano, 8 Pedrinho, 9 Fernandão, 10 Alex, 11 Adaílton, 12 Hélton, 13 Éder Gaúcho, 14 Vinícius, 15 Odair, 16 Perdigão, 17 Júnior, 18 Roni, CT: Toninho Barroso
Campionato del mondo Under-20 19991 Júlio César, 2 Índio, 3 Juan, 4 Fábio Bilica, 5 Ferrugem, 6 Fábio Aurélio, 7 Ronaldinho, 8 Alexandre, 9 Fernando Baiano, 10 Edu, 11 Matuzalém, 12 Fábio, 13 Mancini, 14 Milton do Ó, 15 Tiago Silva, 16 Rodrigo Gral, 17 Geovanni, 18 Fernando, CT: João Carlos
Campionato del mondo Under-20 20011 Rubinho, 2 Maicon, 3 Edu Dracena, 4 Marquinhos, 5 Eduardo Costa, 6 Anderson, 7 Pinga, 8 Fernando, 9 Adriano, 10 Júlio Baptista, 11 Robert, 12 Léo Lima, 13 Ângelo, 14 Luisão, 15 Júlio Santos, 16 Oliveira, 17 Kaká, 18 Márcio, CT: Carlos César
Campionato del mondo Under-20 20031 Fernando Henrique, 2 Dani Alves, 3 Alcides, 4 Adaílton, 5 Carlos Alberto, 6 Coelho, 7 Daniel Carvalho, 8 Dudu, 9 Andrezinho, 10 Nilmar, 11 Dagoberto, 12 Jefferson, 13 Kléber, 14 Adriano, 15 Juninho, 16 Jardel, 17 Gabriel, 18 Renato Silva, 19 Fernandinho, 20 Andrey, CT: Paquetá
Campionato del mondo Under-20 20051 Renan, 2 Rafinha, 3 Leonardo, 4 Gladstone, 5 Roberto, 6 Fábio Santos, 7 Diego Souza, 8 Renato, 9 Bobô, 10 Evandro, 11 Rafael Sóbis, 12 Bruno, 13 João Leonardo, 14 Edcarlos, 15 Filipe Luís, 16 Arouca, 17 Fellype Gabriel, 18 Ernane, 19 Thiago Quirino, 20 Diego Tardelli, 21 Diego Alves, CT: Weber
Campionato del mondo Under-20 20071 Cássio, 2 Ratinho, 3 Luizão, 4 David Luiz, 5 Roberto, 6 Marcelo, 7 Willian, 8 Marcone, 9 Jô, 10 Renato Augusto, 11 Pato, 12 Muriel, 13 Amaral, 14 David Braz, 15 Edson, 16 Carlão, 17 Ji-Paraná, 18 Carlos Eduardo, 19 Luiz Adriano, 20 Leandro Lima, 21 Felipe, CT: Rodrigues
Campionato del mondo Under-20 20091 Rafael, 2 Douglas, 3 Dalton, 4 Rafael Tolói, 5 Renan Foguinho, 6 Diogo, 7 Alex Teixeira, 8 Maylson, 9 Alan Kardec, 10 Giuliano, 11 Ganso, 12 Renan, 13 Douglas Costa, 14 Fabrício, 15 Wellington Júnior, 16 Bruno Bertucci, 17 Souza, 18 Boquita, 19 Maicon, 20 Ciro, 21 Saulo, CT: Rogério
Campionato del mondo Under-20 20111 Gabriel, 2 Danilo, 3 Bruno Uvini, 4 Juan Jesus, 5 Fernando, 6 Alex Sandro, 7 Dudu, 8 Casemiro, 9 Willian, 10 Coutinho, 11 Oscar, 12 César, 13 Frauches, 14 Allan, 15 Romário, 16 Gabriel Silva, 17 Galhardo, 18 Alan Patrick, 19 Almeida, 20 Negueba, 21 Aleksander, CT: Ney Franco
Campionato del mondo Under-20 20151 Marcos, 2 João Pedro, 3 Lucão, 4 Marlon, 5 Danilo, 6 Caju, 7 Marcos Guilherme, 8 Boschilia, 9 Judivan, 10 Gabriel Jesus, 11 Malcom, 12 Georgemy, 13 Rodrigo, 14 Iago Maidana, 15 Léo Pereira, 16 Jorge, 17 Alef, 18 Andreas Pereira, 19 Jajá, 20 Jean Carlos, 21 Jean, CT: Rogério Micale
Campionato del mondo Under-20 20231 Mycael, 2 Arthur, 3 Jean Pedroso, 4 Renan, 5 Andrey Santos, 6 Kaiki, 7 Giovani, 8 M. Gomes, 9 M. Leonardo, 10 M. Martins, 11 Guilherme Biro, 12 Kaíque, 13 Dhominique, 14 D. Mendes, 15 Ronald, 16 Marquinhos, 17 Giovane, 18 Kevin, 19 M. Nascimento, 20 Sávio, 21 Kauã Santos, CT: Menezes

### Campionato sudamericano di calcio Under-20
Campionato sudamericano Under-20 1979P Marolla, P Paulo César I, P Solitinho, D André Luís, D Chico Assis, D Lóti, D Márcio, D Rudnei, D Wagner Basílio, C César, C Claudinho, C Deinha, C Jorginho, C Leandro, C Luís Cláudio, C Paulo César II, A Anchieta, A Éverton, A Jota Maria, A Paulo Borges, A Robertinho, CT: Travaglini
Campionato sudamericano Under-20 1991P Émerson, P Roger, D Ânderson Lima, D Andrei, D Daniel Franco, D Emerson Castro, D Rémerson, D Zelão, C Djair, C Luiz Fernando, C Marquinhos, C Ramon, C Rodrigão, C Sérgio Manoel, A Élber, A Luiz Gustavo, A Paulo Nunes, A Serginho, CT: Ernesto Paulo
Campionato sudamericano Under-20 1992P Fábio Noronha, P Marcos, D André Luís, D Argel, D Bruno Carvalho, D Gélson Baresi, D Juarez, D Wágner, C Adriano, C Marcelinho Paulista, C Pereira, C Rodrigo, C Tony, C Yan, A Catê, A Hernande, A Magrão, A Maurício, CT: Júlio César Leal
Campionato sudamericano Under-20 1995P Fábio Noronha, P Nilson, D Alcir, D Caio Roberto, D Dedimar, D Fabiano, D Marcelo Miguel, D Sidclay, C Beto, C Claudinho, C Emerson, C Murilo, C Sérgio Vinícius, C Zé Elias, A Caio, A Fábio Luiz, A Gláucio, A Reinaldo, CT: Júlio César Leal
Campionato sudamericano Under-20 1997P Gabriel, P Marcelo, D Alcir, D Álvaro, D Athirson, D Cris, D Jean, D Leo, D Paulo César, C Alex, C Fabiano, C Marco Aurélio, C Odair, C Perdigão, C Sidney, A Adaílton, A Evando, A Jorginho, A Kléber, CT: Toninho Barroso
Campionato sudamericano Under-20 1999P Allan, P Fábio, P Júlio César, D Fábio Aurélio, D Fernando, D Filipe Alvim, D Gavião, D Maricá, D Rafael, C Eriberto, C Ferrugem, C Jocivalter, C Lincoln, C Matuzalém, C Marcinho, C Rocha, A Edu, A Márcio Carioca, A Rodrigo Gral, A Ronaldinho, CT: Toninho Barroso
Campionato sudamericano Under-20 20011 Rubinho, 2 Maicon, 3 Edu Dracena, 4 Marquinhos, 5 Eduardo Costa, 6 Leílton, 7 Ewerthon, 8 Fábio Rochemback, 9 Adriano, 10 Júlio Baptista, 11 Marcinho, 12 Márcio, 13 Valnei, 14 Fernando, 15 Anderson, 16 Andrezinho, 17 Gláuber, 18 Léo Lima, 19 Jackson, 20 André Dias, CT: Carlos César
Campionato sudamericano Under-20 2003P Fernando Henrique, P Jefferson, D Alcides, D Anderson, D André Bahia, D Dani Alves, D Gláuber, D Jancarlos, D Jean, C Carlos Alberto, C Cleiton Xavier, C Dudu Cearense, C Élton, C Felipe Melo, C Juninho, C Wendel, A Dagoberto, A Daniel Carvalho, A Jussiê, A William, CT: Valinhos
Campionato sudamericano Under-20 20051 Renan, 2 Rafinha, 3 Leonardo, 4 Edcarlos, 5 Roberto, 6 Filipe Luís, 7 Alê, 8 Fernandinho, 9 Diego Barcelos, 10 Renato, 11 Rafael Sóbis, 12 Bruno, 13 Rodrigo Dias, 14 João Leonardo, 15 Gladstone, 16 Diego Souza, 17 Carlos Eduardo, 18 Evandro, 19 Paulinho, 20 Thiago Quirino, CT: Renê Weber
Campionato sudamericano Under-20 20071 Muriel, 2 Amaral, 3 Ânderson, 4 Thiago Heleno, 5 Roberto, 6 Carlinhos, 7 Leandro Lima, 8 Lucas Leiva, 9 Fabiano Oliveira, 10 Willian, 11 Pato, 12 Cássio, 13 Fagner, 14 David Braz, 15 Eliézio, 16 Luiz Adriano, 17 Fernando, 18 Tchô, 19 Edgar, 20 Danilinho, CT: Nelson Rodrigues
Campionato sudamericano Under-20 20091 Renan, 2 Patric, 3 Welinton, 4 Rafael Tolói, 5 Sandro, 6 Éverton Ribeiro, 7 Giuliano, 8 Douglas Costa, 9 Walter, 10 Renan Oliveira, 11 Dentinho, 12 Rafael, 13 Leandro Silva, 14 Dalton, 15 Douglas, 16 Diogo, 17 Zé Eduardo, 18 Maylson, 19 Tales, 20 Alan Kardec, CT: Rogério
Campionato sudamericano Under-20 20111 Gabriel, 2 Danilo, 3 Bruno Uvini, 4 Juan Jesus, 5 Casemiro, 6 Alex Sandro, 7 Neymar, 8 Zé Eduardo, 9 Almeida, 10 Lucas, 11 Oscar, 12 Aleksander, 13 Galhardo, 14 Romário, 15 Gabriel Silva, 16 Fernando, 17 Alan Patrick, 18 Diego Maurício, 19 Saimon, 20 Willian, CT: Ney Franco
Campionato sudamericano Under-20 20131 Gustavo, 2 Wallace, 3 Luan, 4 Dória, 5 Misael, 6 Mansur, 7 Mattheus, 8 Adryan, 9 Ademilson, 10 Anderson, 11 Marcos Júnior, 12 Matheus Caldeira, 13 Bruno Mendes, 14 Samir, 15 Igor Julião, 16 Douglas Santos, 17 Jadson, 18 Lucas Cândido, 19 Fred, 20 Rafinha, 21 Leandro, 22 Jordi, CT: Emerson Ávila
Campionato sudamericano Under-20 20151 Marcos, 2 João Pedro, 3 Eduardo, 4 Marlon, 5 Walace, 6 Caju, 7 Gabriel, 8 Lucas Evangelista, 9 Thalles, 10 Nathan, 11 Marcos Guilherme, 12 Georgemy, 13 Auro, 14 Nathan Cardoso, 15 Léo Pereira, 16 Lorran, 17 Thiago Maia, 18 Eduardo Henrique, 19 Kenedy, 20 Malcom, 21 Gerson, 22 Lucas Perri, 23 Yuri Mamute, CT: Gallo
Campionato sudamericano Under-20 20171 Lucas Perri, 2 Dodô, 3 Lucas Cunha, 4 Lyanco, 5 Allan, 6 Guilherme Arana, 7 Caio Henrique, 8 Douglas Luiz, 9 Felipe Vizeu, 10 Lucas Paquetá, 11 David Neres, 12 Cleiton, 13 Robson Bambu, 14 Gabriel, 15 Léo Santos, 16 Rogério, 17 Maycon, 18 Richarlison, 19 Léo Jabá, 20 Matheus Sávio, 21 Giovanny, 22 Artur, 23 Caíque, CT: Rogério Micale
Campionato sudamericano Under-20 20191 Brazão, 2 Emerson, 3 Vitão, 4 Thuler, 5 Luan Santos, 6 Carlos, 7 Ramires, 8 Marcos Antônio, 9 Lincoln, 10 Rodrygo, 11 Marquinhos, 12 Phelipe, 13 Vitinho, 14 Walce, 15 Lucas Ribeiro, 16 Cândido, 17 Furtado, 18 Menino, 19 Papagaio, 20 Igor, 21 Jonas Toró, 22 Hugo, 23 Tetê, CT: Amadeu
Campionato sudamericano Under-20 20231 Mycael, 2 Arthur, 3 Douglas Mendes, 4 Renan, 5 Andrey Santos, 6 Patryck, 7 Stênio, 8 M. Gomes, 9 V. Roque, 10 Sávio, 11 Guilherme Biro, 12 Kaíque, 13 Dhominique, 14 Weverton, 15 Jean Pedroso, 16 Kaiki, 17 Ronald, 18 Alexsander, 19 R. Viana, 20 Pedrinho, 21 L. Guilherme, 22 Kauã Santos, 23 Giovane, CT: Menezes
Campionato sudamericano Under-20 20251 Robert, 2 Paulinho, 3 Cunha, 4 Bordon, 5 Moscardo, 6 Leandrinho, 7 Rayan, 8 Bidon, 9 Washington, 10 Pedro, 11 Fernandez, 12 Longo, 13 Serrote, 14 Iago, 15 Anthony, 16 Zé Guilherme, 17 Gustavo, 18 Kauan, 19 Ricardo, 20 Dias, 21 Wesley, 22 Henrique, 23 Santana, CT: Menezes

### Giochi panamericani
Giochi panamericani 2003P Fernando Henrique, P Jefferson, D Adaílton, D Coelho, D Gabriel, D Irineu, D Leandro, D Moreno, C Cleiton Xavier, C Diego Souza, C Dudu Cearense, C Jardel, C Simão, C Wendel, A Dagoberto, A Marcelo Nicácio, A Vágner Love, A William, CT: Valinhos (Campos)